# Bir Ben Laabed
Bir Ben Laabed (în arabă بئر بن العابد) este o comună din provincia Médéa, Algeria.
Populația comunei este de 12.107 locuitori (2008).